# Eta Leonis
Eta Leonis (η Leo, η Leonis) è una stella nella costellazione del Leone di magnitudine apparente media 3,51 e distante oltre 1275 anni luce dalla Terra.

## Osservazione
Si tratta di una stella situata nell'emisfero celeste boreale; grazie alla sua posizione non fortemente boreale, può essere osservata dalla gran parte delle regioni della Terra, sebbene gli osservatori dell'emisfero nord siano più avvantaggiati. Nei pressi del circolo polare artico appare circumpolare, mentre resta sempre invisibile solo in prossimità dell'Antartide. Essendo di magnitudine 3,5 la si può osservare anche dai piccoli centri urbani senza difficoltà, sebbene un cielo non eccessivamente inquinato sia maggiormente indicato per la sua individuazione.

## Caratteristiche fisiche
Eta Leonis è una stella variabile, la sua magnitudine oscilla tra +3,43 e +3,60, e nonostante non sia stato confermato pare essere una stella binaria con una distanza tra le 2 componenti di circa 40 U.A. e un periodo orbitale di 65 anni. Eta Leonis ha una massa quasi 8 volte quella del Sole ed un raggio 27 volte superiore ed è soggetta ad una perdita di massa considerevole, pari a 500 milionesimi di massa solare all'anno, un ritmo 100.000 volte maggiore della perdita di massa del Sole dovuta al vento solare.